# Стулов, Иван Андреевич
Ива́н Андре́евич Сту́лов (5 (18) сентября 1904, с. Шамбово, Кадниковский уезд, Вологодская губерния, Российская империя — 15 февраля 1964, Москва, СССР) — советский партийный, государственный и военно-политический деятель.

## Биография
Согласно собственноручно написанной автобиографии, И. А. Стулов родился у нищей батрачки Анастасии Николаевны Стуловой, а своего отца никогда не знал. В 1912 году Анастасия Стулова со своим 8-летним сыном переселилась в Иркутскую губернию, где они стали вместе батрачить на разных местных крестьян. Мать умерла в Улан-Удэ в 1941 году.
В 1918 году значил сельскую школу в с. Кимельтей Тулунского уезда.
В апреле 1920 года 16-летний Ваня записался добровольцем в Рабоче-крестьянскую Красную армию где служил красноармейцем 76-й военной телеграфной колонны Западного фронта. С апреля 1921 г. помощник уполномоченного политбюро ЧК в г. Зима Иркутской губернии. С августа 1922 г. красноармеец 104-го стрелкового полка Восточного фронта. В комсомоле состоял с 1920 по 1928 годы. С октября 1923 г. курсант Иркутской губернской совпартшколы и заместитель командира роты Частей особого назначения, а также инструктор городского общества друзей газеты «Безбожник». С августа 1925 г. секретарь Преображенского райкома комсомола (на Нижней Тунгуске) Киренского округа Сибирского края. С 1926 года член ВКП(б). В апреле-августе 1926 г. председатель окружного Бюро юных пионеров в г. Киренск. С августа 1926 г. педагог, секретарь сельской партийной ячейки Школы крестьянской молодежи в с. Макарово Киренского округа. С августа 1927 г. студент Иркутского экономического института. Приблизительно в 1930 году в Иркутске знакомится со своей будущей женой Марией Яковлевной Сычёвой, родившейся 22 июля 1904 года в селе Верхнее Маркова Иркутской губернии и в 1928 году поступившей в Иркутский государственный университет на медицинский факультет, преобразованный затем в Восточносибирский медицинский институт, который она окончила в 1932 году, получив специальность врача-эпидемиолога и до конца своей жизни сохранившая добрачную фамилию. 10 августа 1931 года у них в Иркутске рождается единственный ребёнок — дочь Алида Стулова.
В январе-апреле 1931 г. инспектор Сибирской краевой Рабоче-крестьянской инспекции. С мая 1931 г. аспирант, а с сентября 1932 г. секретарь профкома экономического Института Красной Профессуры.
С 1932 по 1935 годы семья Стуловых — Сычёвых живёт в городе Кимры Московской области (ныне Тверской области), где И. А. Стулов занимает должность заведующего учебной части и преподавателя основ марксизма-ленинизма в областной совпартшколе.
Затем семья переезжает в Москву, где (согласно архивной справке) с 3 октября 1935 года по 20 января 1938 года И. А. Стулов был слушателем Института Красной профессуры Мирового хозяйства и Мировой политики. По окончании до 3 июня 1938 года работал ответственным организатором в Отделе распределения партийных органов (оно же Оргбюро) ЦК ВКП(б), а затем прибыл в Белоруссию, где в июне 1938 года занял должность 1-го секретаря Витебского обкома КП(б)Б. Депутат Верховного Совета СССР 1-го созыва с 19 января 1941 г.
С началом Великой Отечественной войны был эвакуирован в тыл и работал секретарём Нижнеингашского райкома ВКП(б) в Красноярском крае. С 8 марта 1942 г. по 20 июля 1944 г. 1-й секретарь Витебского подпольного обкома КП(б)Б. С 20 мая 1940 г. по 15 февраля 1949 г. был членом ЦК КП(б)Б. С 20 января 1943 г. в РККА второй член Военного Совета 4-й ударной армии, полковник. Был контужен. С октября 1944 по сентябрь 1945 года заместитель секретаря ЦК КП(б)Б по промышленности и заведующий промышленным отделом ЦК КП(б)Б. Демобилизовался 28 марта 1946 года.
В 1945 году возвращается в Москву, где по 1950 год работает заместителем начальника Переселенческого управления при Совете Министров РСФСР. В 1950 году Ленинский райком ВКП(б) объявляет ему строгий выговор с занесением в личное дело «за утрату членского билета и выпивку». С июня 1950 г. по август 1951 г. заместитель начальника Управления учебных заведений Совета промкооперации РСФСР (Роспромсовет). С сентября 1951 г. старший преподаватель кафедры политэкономии Московском институте цветных металлов и золота им. М. И. Калинина. По 1960 годы работал в Москве преподавателем политической экономии в различных учебных заведениях, в том числе — в Московском Авиационном Моторостроительном техникуме. В 1960 году получил 3-ю группу инвалидности и оформил персональную пенсию союзного значения по ходатайству ЦК КП БССР.
Награждён орденом Ленина (28 февраля 1939) и орденом Красного Знамени. Также 6 июня 1945 года подписан Указ Президиума Верховного Совета СССР о его награждении медалью «За доблестный труд в Великой Отечественной войне 1941—1945 гг.», которую ему 10 декабря 1945 года вручает председатель Минского облисполкома.
Умер 15 февраля 1964 года, в возрасте 59 лет.
Упоминается в книге «Без линии фронта», вышедшей в Минске в 1975 году.
Члены его семьи отзывались о нём как о стойком идейном коммунисте и бессребренике. Изначально жил с семьёй из трёх человек в Москве по адресу улица Большая Пироговская, дом 51, квартира 627, когда ему предложили выбрать себе любую квартиру в построенном в 1957 году доме 38/1 на Фрунзенской набережной, то он выбрал самую скромную в этом доме квартиру, предназначенную, согласно замыслу архитектора, обслуживающему персоналу. Ордер на неё ему выдали 27 февраля 1959 года.
Дочь Алида Ивановна Стулова унаследовала профессию матери, но в КПСС не состояла и сторонилась политики. Окончила в 1951 году медицинский институт в Москве и поступила на должность лаборанта в Детскую инфекционную больницу г. Москвы, где проработала до выхода на пенсию по старости в феврале 1987 года. 14 сентября 1962 года в отделом ЗАГС Ленинградского района Москвы был зарегистрирован её брак с советским писателем и кинематографистом Валентином Георгиевичем Морозовым (24 апреля 1909 года, Иркутск — 1 ноября 1986 года, Москва) и приняла фамилию мужа. Умерла Алида Ивановна в Москве 4 сентября 2014 года.
17 мая 1963 года в семье Морозовых родился единственный ребёнок — дочь Марина, окончившая в 1986 году отделение структурной и прикладной лингвистики филологического факультета МГУ им. М. В. Ломоносова, работавшая после этого программистом и переводчиком (умерла от заболевания почек 17 июля 2019 года в Москве).

## Награды
Орден Ленина (28.02.1939) — за выдающиеся успехи в сельском хозяйстве, в особенности за перевыполнение планов по льноводству и животноводству;
Орден Трудового Красного Знамени;
Медаль «За победу над Германией в Великой Отечественной войне 1941–1945 гг.» (02.10.1945).